# Ramulispora alloteropsis
Ramulispora alloteropsis är en svampart som beskrevs av Thirum. & Naras. 1950. Ramulispora alloteropsis ingår i släktet Ramulispora och familjen Mycosphaerellaceae.   Inga underarter finns listade i Catalogue of Life.